# 大花楔颖草
大花楔颖草（学名：Apocopis wrightii var. macrantha）为禾本科楔颖草属下的一个变种。